# Nobuo Nakatsu
Nobuo Nakatsu (jap. 中津 信雄, Nakatsu Nobuo) ist ein ehemaliger japanischer Skispringer.
Mit dem Start bei der Vierschanzentournee 1981/82 bestritt Nakatsu sein erstes und einziges internationales Turnier und damit auch seine einzigen vier Weltcup-Springen. Bereits im ersten Springen am 30. Dezember 1981 erreichte er mit Platz 12 in Oberstdorf auch seine ersten und einzigen Weltcup-Punkte, durch die er am Ende der Saison auf Platz 51 der Weltcup-Gesamtwertung stand.